# Ablativ
Ablativ je ime za padež, koji se javlja u nekim jezicima, npr. u armenskom, latinskom, sanskrtu, turskom te u ugro-finskim jezicima.
- ablativus instrumentalis – ablativ sredstva
- ablativus modi – ablativ načina
- ablativus sociativus – ablativ društva
- ablativus mensurae – ablativ mjere
- ablativus limitationis – ablativ omeđenja
- ablativus originis – ablativ porijekla
- ablativus separativus – ablativ razdjeljivanja
- ablativus auctoris – ablativ logičkog subjekta pasiva
- ablativus comparationis – ablativ usporedbe
- tema
- ablativus locativus – ablativ mjesta
- ablativus temporalis – ablativ vremena
- ablativus qualitatis – ablativ kvalitete
- ablativus causae – ablativ razloga